# Oreochromis ndalalani
Espèce
Statut de conservation UICN

 VU  : Vulnérable
Alcolapia ndalalani est une espèce de poissons d'eau douce de la famille des Cichlidae (ordre des Cichliformes).

## Répartition
Ce poisson est endémique de Tanzanie. Il ne se rencontre que dans les drainages du lac Natron, principalement dans les lagunes du sud du lac.

## Description
Alcolapia ndalalani peut mesurer jusqu'à 50 mm, queue non comprise.

## Aquariophilie
Cette espèce de Cichlidae vit dans une eau dure et salée, se rapprochant de celle des poissons d'eau de mer. Les lacs salins de cette zone africaine sont également très chauds.

## Systématique
Le nom valide complet (avec auteur) de ce taxon est Oreochromis ndalalani Seegers (d) & Tichy (d), 1999.
Oreochromis ndalalani a pour synonyme :
- Alcolapia ndalalani (Seegers & Tichy, 1999)

### Étymologie
Son épithète spécifique, ndalalani, reprend le nom d'une zone tanzanienne dont le nom dérive du massaï signifiant « lieu aux deux cours d'eau » et qui fait référence aux deux ruisseaux se jetant dans le lac Natron dont cette espèce est endémique.

### Publication originale
- (en) L. Seegers et H. Tichy, « The Oreochromis alcalicus flock (Teleostei: Cichlidae) from lakes Natron and Magadi, Tanzania, and Kenya, with descriptions of two new species », Ichthyological Exploration of Freshwaters, Allemagne, vol. 10, no 2,‎ avril 1999, p. 97-146 (ISSN 0936-9902)